# The Jetsons Meet the Flintstones
The Jetsons Meet the Flintstones (Los Supersónicos conocen a los Picapiedras en Hispanoamérica, y Los Supersónicos encuentran a los Picapiedras en España) es una película animada estadounidense para la televisión de 1987, con los famosos personajes de Hanna-Barbera, Los Picapiedra y Los Supersónicos, donde por primera vez se encuentran.

## Argumento
En el futuro, mientras Cometín está ocupado trabajando en una máquina del tiempo, Súper Sónico llega a la oficina del Sr. Júpiter para una discusión seria. El rival de Júpiter, Cogswell, ha estado robando las ideas de negocios de Júpiter, poniendo sus trabajos en peligro. Júpiter ordena a Súper que espíe a Cogswell, donde Súper descubre que la computadora robótica de Cogswell, S.A.R.A., ha estado seduciendo a la computadora robótica Júpiter, R.U.D.I., para que filtre los secretos del Sr. Júpiter. Súper intenta informar a Júpiter, pero R.U.D.I. sabotea sus esfuerzos. 
En la Edad de Piedra, Vilma y Betty intentan convencer a Pedro Picapiedra para que pasen sus vacaciones en Honolurock (Honolulu). Pedro ignora sus avances de que planea llevar a las chicas a otro lugar mejor, mientras tanto, Pedro le dice a Pablo Mármol que un torneo de póquer se lleva a cabo en el albergue Water Buffalos y quiere ir, pero el Sr. Rajuela aparece y les dice que debido a ellos yendo de vacaciones, deben trabajar el último turno. Más tarde desobedecen las órdenes de Rajuela y van al torneo de poker, pero ven que Rajuela también está jugando allí, por lo que se disfrazan. Pedro juega contra Rajuela, pero pierde contra Rajuela, luego una araña expone a Pablo. Furioso, Rajuela los ha despedido a los dos. Mientras que en el futuro, Cometín completa su máquina del tiempo. Los Súpersónicos deciden usarlo para hacer un viaje al siglo 25 para relajarse. Justo antes de que Cometín haga funcionar la máquina, su perro Astro accidentalmente configura el interruptor para "Pasado".
Sin trabajo, los Picapiedra y Mármol se ven obligados a conformarse con unas vacaciones de campamento. Mientras Pedro y Pablo preparan la tienda, los Súpersónicos llegan del futuro. Pedro y Súper finalmente se comunican y las familias se hacen amigas. Pedro se sorprende de los aparatos futuristas de Súper y decide usarlos para ayudar al Sr. Rajuela en una competencia en el próximo pícnic de la compañía. Pedro presenta a Súper a Rajuela, alegando que Súper es un primo lejano. Rajuela es reacio al principio a confiar en Súper, pero como las trampas del empresario rival Turk Tarpit lo han retrasado, Rajuela acepta su ayuda a cambio de devolverles sus puestos de trabajo. Súper y Pedro usan la tecnología del futuro para ayudar a Rajuela a ganar varios juegos, pero en el último evento, las acciones de Astro y Dino hacen que Tarpit se convierta en el ganador. Al final, Rajuela se niega a confiar nuevamente en Pedro y Pablo.
Mientras el Sr. Júpiter continúa desahogándose por su negocio en quiebra, Henry Orbit y Robotina the Robot Maid ensamblan un "recuperador de máquina del tiempo" para traer de vuelta a los Súpersónico. Pero cuando lo encienden, la máquina del tiempo regresa con los Picapiedra. Al ver que realmente son hombres de las cavernas, Júpiter los presenta a la prensa.
Atrapado en el pasado, Súper le pide al Sr. Rajuela un trabajo. Rajuela rechaza inicialmente, pero cuando Tarpit le ofrece trabajo a Súper, Rajuela inmediatamente convierte a Súper en su socio, y Súper pronto se hará famoso. Utilizando su nueva fama y riqueza, los Súpersónico compran múltiples negocios locales y pronto se sienten abrumados. El Sr. Júpiter hace que Pedro sea el portavoz de su compañía, pero R.U.D.I. filtra esta información a S.A.R.A. Cuando Júpiter presenta Pedro a algunos inversores importantes, Cogswell presenta a Pablo en su lugar, lo que lleva a una brecha en la amistad de Pedro y Pablo. Mientras tanto, Robotina solicita a R.U.D.I. para ayudarla a ella y a Henry a tratar de arreglar la máquina del tiempo para encontrar a los Súpersónicos. S.A.R.A. aparece y exige que R.U.D.I. deshacerse de Robotina, pero R.U.D.I. acuerda hacer todo lo que pueda para recuperar a los Súpersónicos y dejar a S.A.R.A. para siempre Arreglan la máquina del tiempo y Robotina es transportada a la Edad de Piedra, donde encuentra a su familia.
Ahora pueden volver a casa y los Súpersónicos se van, llevándose el coche de Pedro, después de que Lucero se despide de un ídolo adolescente: Iggy. El Sr. Júpiter inventa un plan para usar el automóvil de Pedro como modelo para réplicas futuristas, Cogswell envía a su perro robot para robar esta información, pero las dos familias logran detenerlo. El negocio de Júpiter de vender automóviles de estilo Stone Age se convierte en un éxito. Pedro y Pablo reparan su amistad, y Súper ofrece su asociación con el Sr. Rajuela para devolverles sus trabajos. Justo cuando están a punto de irse a casa, Cometín les dice que la máquina del tiempo está rota y no puede repararse. Afortunadamente, pueden regresar a la Edad de Piedra porque el automóvil de Pedro absorbió los "quadrapotents" de la máquina del tiempo. Los Picapiedras y los Mármol luego se despiden con cariño de los Súpersónicos y los envían a la Edad de Piedra.

## Reparto
| Actor           | Personaje                                              |
| --------------- | ------------------------------------------------------ |
| George O'Hanlon | Supersónico                                            |
| Henry Corden    | Pedro Picapiedra, Caballero                            |
| Jon Bauman      | Iggy Arena de Piedra                                   |
| Mel Blanc       | Pablo Mármol, Dino, Sr. Espacial                       |
| Daws Butler     | Cometín                                                |
| Hamilton Camp   | Turk Tarpit                                            |
| Julie McWhirter | Betty Mármol,                                          |
| Don Messick     | Astro, R.U.D.I., Mac, Anunciador, Store Manager, Robot |
| Penny Singleton | Lucero                                                 |
| Brenda Vaccaro  | Didi                                                   |
| Jean Vander Pyl | Vilma Picapiedra, Robotina                             |
| Janet Waldo     | Ultra Sónico, Computadora femenina                     |
| Frank Welker    | Dan Rathmoon, Johnny, Mr. Goldbrick                    |

## Doblaje
| Actor               | Personaje                                 |
| ------------------- | ----------------------------------------- |
| Paco Mauri          | Supersónico                               |
| Arturo Mercado      | Pedro Picapiedra                          |
| Carlos Íñigo        | Iggy Arena de Piedra                      |
| Francisco Colmenero | Pablo Mármol                              |
| Liza Willert        | Ultra Sónico                              |
| Sylvia Garcel       | Vilma Picapiedra                          |
| Gabriela Willert    | Lucero, Cometín                           |
| Araceli de León     | Betty Mármol                              |
| Maynardo Zavala     | Astro, Sr. Júpiter, Presentación/Insertos |
| Evelyn Solares      | Robotina                                  |
| Eduardo Borja       | Señor Rajuela                             |
| Carlos Magaña       | Turk Tarpit                               |
|                     |                                           |

## Lanzamiento
La función de televisión se ha lanzado en VHS en tres ocasiones, primero por Worldvision Home Video y luego por Kid Klassics (con el videocasete mismo que la versión anterior) en 1987, y más recientemente por Warner Home Video el 3 de julio de 2001. También es transmitido por Cartoon Network